# 우파강 (오카강의 지류)

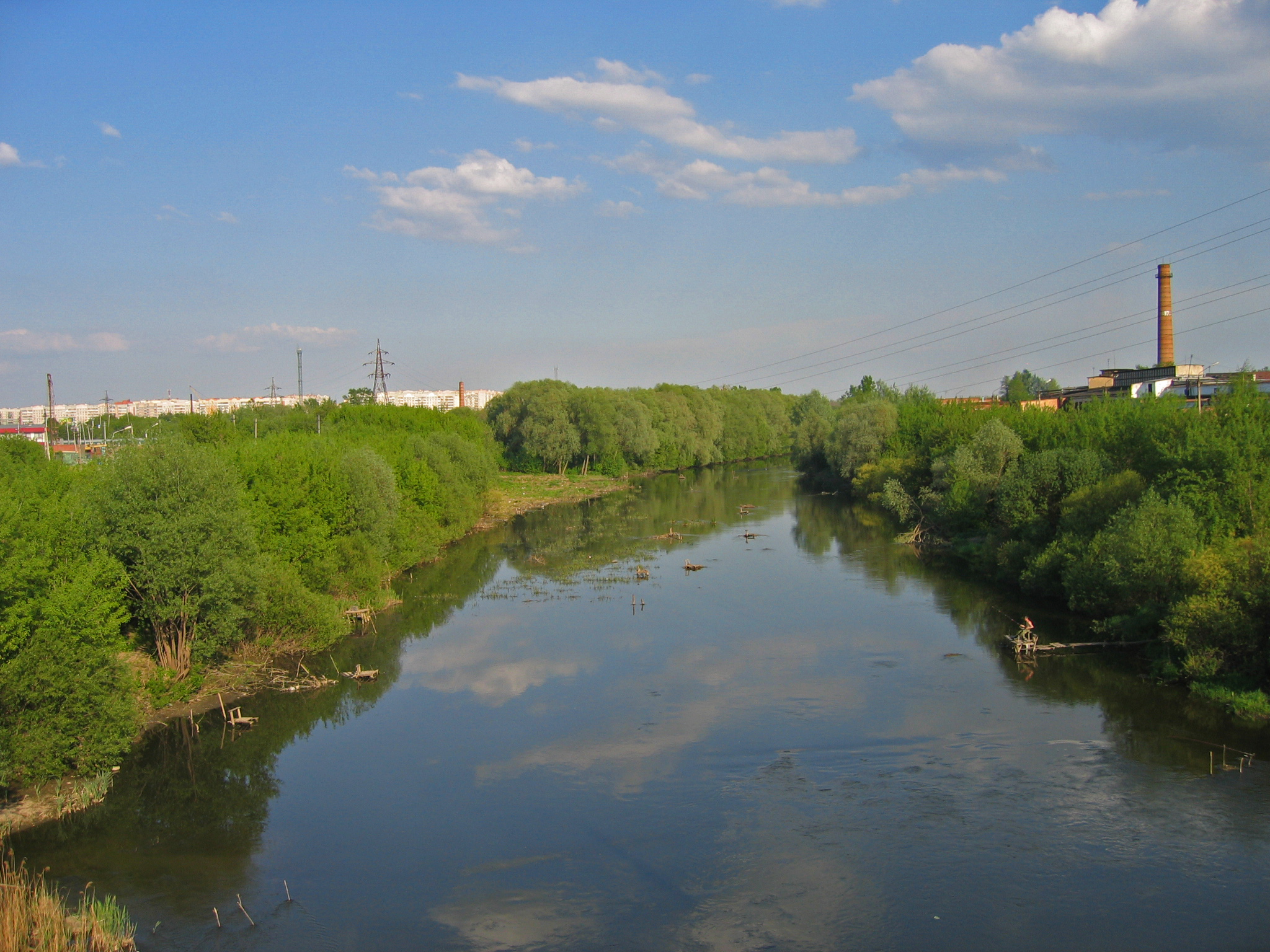

우파강(러시아어: Упа́)은 러시아의 강으로, 오카강의 지류이다. 길이는 345 km이다.